# Canton (Connecticut)
Canton é uma cidade, incorporada em 1806, situada no Condado de Hartford, Connecticut, Estados Unidos. A população era de 10.292 pessoas no censo de 2010.

## Geografia
De acordo com o United States Census Bureau, a cidade tem uma área total de 64.8 km2 (25.0 sq mi), dos quais 63.7 km2 (24.6 sq mi) é terra e 1.1 km2 (0.42 sq mi), ou 1,76%, é água.